# Saturday night IN HANABI
Saturday night IN HANABI（サタデーナイトインはなび）は、LuckyFM茨城放送で放送されるラジオ番組。毎年11月第1土曜日に土浦全国花火競技大会会場から実況中継する特別番組である。

## 概要
1999年（第68回大会）以前は、『恭ノ介の天下御免』の午後パートに於いて花火会場からの直前レポートのみで、花火の実況中継の放送はなかった。翌2000年（第69回大会）から、会場に行けない人や、遠方から花火を見ている人のために会場の音声を伝えるために実況中継を開始。これが好評を博し、毎年の定番となった。また、放送時間も当初は18:30からだったが、現在は18:00からの中継となっている。ただし、2002年（第71回大会）はナイターイン編成期間中であったため土浦・県西中継局限定での放送、2004年（第73回大会）も18:15までは水戸・土浦両局中継だったが、その後は土浦・県西中継局限定放送であった。現在は水戸・土浦両局ので放送となっている。
雨天・強風で順延となった場合は、雨傘番組が用意されているが、当大会の実況放送は代替放送されず、その年は番組返上扱いとなる。なお、2018年（第87回大会）は開催途中で中止となったため、残りの時間は音楽フィラーなどで繋いだ。
また、13:00から17:25まで「土曜王国」内で会場から土浦市内にある駐車場の空き状況や会場の様子を生放送しているが、中止となった2024年（第93回大会）は18:00までの通常編成となった。また花火大会の当該時間帯も土曜日の通常編成（但し19時台の『週刊ニュースポ!』のみは基から休止のままで、当該枠は再放送番組の『原発の行方～田中俊一が語る現状、そして未来～』に差し替えられた）に準じたものに戻された。

## 放送日程
番組は大会開催日に合わせて放送され、番組開始の2000年から2018年までは毎年10月第1土曜日に放送された。2019年は10月26日に放送。2020年以降の開催が11月第1土曜日に変更となったが、2度の中止を経て2022年に放送され現在に至る。

## 出演者
- 上恭ノ介
- 今章子